# Turdakun Usubalijew
Turdakun Usubalijewicz Usubalijew (ros. Турдаку́н Усубали́евич Усубали́ев, ur. 6 listopada 1919 w obwodzie naryńskim, zm. 7 września 2015) – radziecki i kirgiski polityk, I sekretarz KC Komunistycznej Partii Kirgistanu w latach 1961–1985, Bohater Republiki Kirgiskiej.

## Życiorys
Pochodził z rodziny chłopskiej. W 1941 ukończył Kirgiski Instytut Nauczycielski, a w 1965 zaocznie Moskiewski Instytut Pedagogiczny im. Lenina. Od 1941 działacz partii komunistycznej, 1941-1945 zastępca kierownika wydziału w komitecie rejonowym, instruktor KC KP Kirgistanu. W latach 1945–1955 instruktor KC KPZR, 1955–1956 redaktor gazety Kirgiskiej SRR „Sowiettik Kyrgyzstan”, 1956–1958 kierownik jednego z wydziałów KC Komunistycznej Partii Kirgistanu, 1958–1961 I sekretarz Miejskiego Komitetu partyjnego w mieście Frunze (obecnie Biszkek), następnie od 9 maja 1961 aż do przejścia na emeryturę 2 listopada 1985 I sekretarz KC Komunistycznej Partii Kirgistanu, czyli faktycznie przywódca republiki. W latach 1961–1986 był również członkiem KC KPZR. W czerwcu 2008 był współzałożycielem Ruchu Politycznego „Wielki Kirgistan”.

## Odznaczenia
- Bohater Republiki Kirgiskiej
- Order „Manas” I klasy
- Order Lenina (trzykrotnie)
- Order Rewolucji Październikowej
- Order Czerwonego Sztandaru Pracy
- Order Przyjaźni (Rosja)